# Panagiótis Bótasis
Panagiótis Bótasis (grec moderne : Παναγιώτης Μπότασης) né vers 1784 et mort en octobre 1824 à Athènes était un homme politique grec qui participa à la guerre d'indépendance grecque.
Né vers 1784, il participa au soulèvement d'Hydra au début de la guerre d'indépendance. Il représenta l'île de Spetses à l'assemblée nationale d'Astros en 1823. Il commanda la flotte qui soulagea Missolonghi assiégée par les Ottomans à la fin de cette même année. Il fut nommé ensuite membre de l'Exécutif grec de 1824.
Il mourut à Athènes en octobre 1824.
Son frère Ghíkas Bótasis fut lui aussi député grec.

## Sources
- (el) Parlement grec, Μητρώο Πληρεξουσίων, Γερουσαστών και Βουλευτών. 1822-1935, Athènes, Parlement grec,‎ 1986, 159 p. (lire en ligne) [PDF]